# RUMCEROD

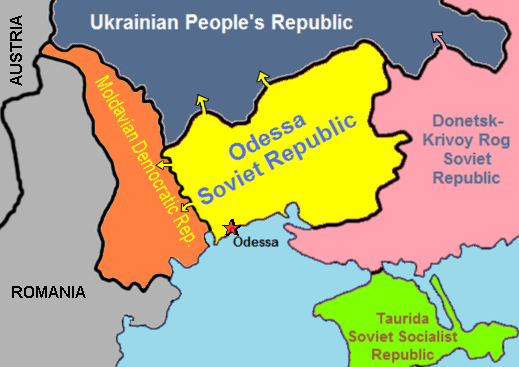
Republica Sovietică Odesa, la 1 martie 1918 pretindea că include și Basarabia, de facto însă, ultima niciodată nu a făcut parte din RSO.

RUMCEROD sau RumCerOd (în rusă Румчерод), acronimul rusesc pentru Comitetul Executiv Central al Sovietelor Frontului Român, Flotei Mării Negre și regiunii Odessa (în rusă Центральный исполнительный комитет Советов Румынского фронта, Черноморского флота и Одессы) a fost un organ bolșevic revoluționar care s-a instalat provizoriu în sudul Ucrainei, și a avut competențe asupra teritoriului guberniilor Basarabia, Herson și Taurida, în contextul destrămării Imperiului Rus și a Războiului Civil Rus. A funcționat din mai 1917 până în mai 1918.

## Crearea
Rumcerod a fost creat la Primul Congres al Sovietelor din Odesa (23 mai - 9 iunie 1917). Majoritatea participanților acestei prime reuniuni erau menșevici și membri ai Partidului Socialist Revoluționar, care au susținut Guvernul Provizoriu Rus și continuarea războiului până la sfârșit. Poziția lor era antibolșevică și contra Revoluției din Octombrie. 
La al Doilea Congres al Rumcerod (Odesa, 23 decembrie 1917 - 5 ianuarie 1918), Rumcerod era compus din 180 de persoane alese: 70 de bolșevici, 55 de membri ai Partidului Socialist Revoluționar, 23 de reprezentanți ai organizațiilor țărănești, iar 23 din alte partide și mișcări.

## Conflictul cu Ucraina
În 1917, Rada Centrală, corpul reprezentativ ucrainean, constituit în 1917 la Kiev pentru a guverna Republica Populară Ucraineană, a revendicat teritoriul Basarabiei. Sfatul Țării Moldovenesc din Basarabia a cerut, în iulie 1917, protecția Guvernului Provizoriu Rus, care avea sediul la Petrograd. Aleksandr Kerenski, șeful guvernului provizoriu, s-a opus pretențiilor ucrainene. Rumcerod s-a opus în mod energic pretențiilor anexioniste ale Ucrainei. Față de acest front unit contra oricărei anexări, Ucraina a renunțat la pretențiile asupra Basarabiei.
În luna decembrie 1917 a fost aleasă o nouă conducere, care și-a propus instaurarea puterii sovietice în regiune. Organismul a funcționat în sudul Ucrainei până în luna mai 1918 și a avut în subordine administrațiile guberniilor Basarabia Herson și Taurida.
În urma Tratatului de la Brest-Litovsk, încheiat de Rusia și Germania, rușii au trebuit să se retragă pe un nou aliniament care mergea de la Nikolaev, Rostov-pe-Don și Eisk.

## Rumcerod și Basarabia
RumCerOdul s-a străduit să împiedice intențiile Sfatului Țării de a declara independența Basarabiei. A reușit să-și introducă grupurile armate, Front-Otdel, în Basarabia unde a contestat, violent, Sfatul Țării. Front-Otdel a preluat unitățile militare rusești, controlul telegrafului, poștei și gării din Chișinău, pentru ca în ianuarie 1918 să dizolve, de facto, Sfatul Țării arestând unii deputați, în timp ce alții sau ascuns ori au fugit la Iași.
În dorința de a obține retragerea trupelor române din Basarabia, a arestat o parte dintre românii refugiați la Odesa și a somat România să-și retragă armata din teritoriul fostei gubernii. Cele două părți au ajuns la un acord pe 23 martie 1918, însă Rumcerodul a fost nevoit să se retragă la Nikolaiev (apoi Rostov-pe-Don), datorită înaintării trupelor germane.

## Sfârșitul Rumcerod
În mai 1918, Rumcerod a fost dizolvat, iar președintele său, Vladimir Iudovski s-a mutat la Moscova. 

## Veziși
- Republica Sovietică Odesa